# Hurts
Gli Hurts sono un gruppo musicale synth pop britannico formato a Manchester dal cantante Theo Hutchcraft e del polistrumentista Adam Anderson.
Hanno riscosso successo su scala europea, in particolar modo nel Regno Unito durante il 2010 grazie ai singoli Wonderful Life e Better Than Love, che hanno anticipato la pubblicazione del disco di debutto Happiness, che ha venduto oltre due milioni di copie. Oltre a produrre i loro album gli Hurts hanno prodotto remix per altri artisti, fra cui Lady Gaga e Mylène Farmer.

## Storia

### Primi anni,Happiness(2010-2012)
Hanno avuto un primo successo con un remix del loro brano Wonderful Life eseguito da Arthur Baker, entrato in classifica in Danimarca e Austria, raggiungendo rispettivamente l'ottava e la ventunesima posizione delle classifiche dei singoli locali. Nei primi mesi del 2010 è stato pubblicato il loro singolo di debutto, Better Than Love, di discreto successo in Regno Unito, e hanno suonato per la prima volta dal vivo.
I singoli hanno anticipato la pubblicazione del loro album d'esordio, Happiness, pubblicato per l'etichetta discografica RCA il 27 agosto 2010 in Germania, Svizzera e Austria, il 6 settembre 2010 nel Regno Unito e l'8 settembre in Scandinavia. Tra i brani presenti vi appare anche Devotion, inciso in collaborazione con la cantante australiana Kylie Minogue.
Nel novembre successivo è stato pubblicato come singolo il brano Stay, che ha però ottenuto un successo inferiore rispetto ai precedenti. In concomitanza del Natale del 2010 hanno pubblicato il brano All I Want for Christmas Is New Year's Day. Ulteriori singoli volti a promuovere l'album sono stati Sunday e Illuminated, pubblicati rispettivamente il 27 febbraio e il 9 maggio 2013.
Il 31 ottobre 2011 il gruppo ha pubblicato un'edizione deluxe dell'album, contenente le varie b-side dei singoli resi disponibili fino a quel momento, alcune rarità e un DVD contenente il loro concerto a Berlino e tutti i video musicali.

### Exile(2013-2015)

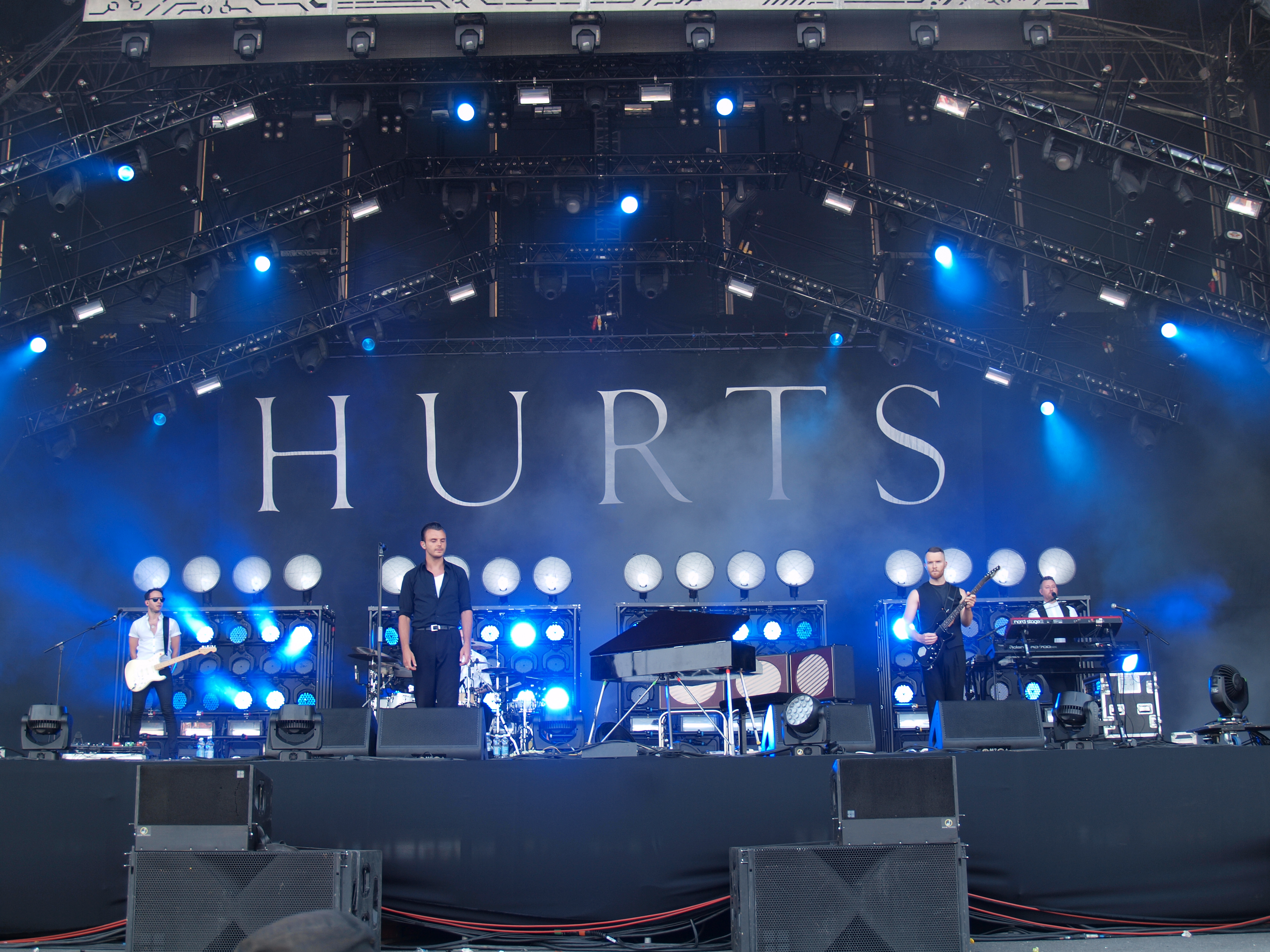
Il gruppo dal vivo in Finlandia nel 2014 durante lExile Tour

Il 14 dicembre 2012 il duo ha annunciato che il secondo album, intitolato Exile, sarebbe stato pubblicato l'11 marzo dell'anno successivo; contemporaneamente all'annuncio è stata presentata un'anteprima del brano The Road, reso disponibile per il download gratuito per coloro che hanno eseguito il preordine del disco. Come primo singolo atto anticipare Exile, l'11 gennaio 2013 è stato estratto Miracle, accompagnato il 4 febbraio da un video diretto da Chris Turner, versione tuttavia sostituita il 28 dello stesso mese da un secondo video, diretto da Frank Borin.
Il 14 marzo 2013 è partito da Colonia l'Exile Tour, che ha visto gli Hurts esibirsi per tutta Europa, concludendo il 2 aprile seguente a Glasgow. Il 4 aprile è stato pubblicato il video di Blind, estratto come secondo singolo dall'album il 20 maggio. Il 21 luglio è stato pubblicato il terzo singolo Somebody to Die For, mentre tra ottobre e novembre il gruppo ha intrapreso la seconda parte del tour, esibendosi sempre in Europa.

### SurrendereDesire(2015-2017)
Il 28 maggio 2015 è stato pubblicato il singolo Some Kind of Heaven, che anticipa la pubblicazione del loro terzo album di inediti, intitolato Surrender e previsto per il 9 ottobre dello stesso anno. Poco prima dell'uscita dell'album, gli Hurts hanno pubblicato altri due singoli, Rolling Stone e Lights, quest'ultimo accompagnato da un video diretto da Dawn Shadforth.
Nell'aprile 2017 viene pubblicato il singolo Beautiful Ones, volto ad anticipare il quarto album in studio del duo. Intitolato Desire, il disco è uscito il 29 settembre dello stesso anno e si caratterizza per le sonorità marcatamente pop; esso si compone di tredici brani, tra cui Ready to Go (estratto come secondo singolo il 1º settembre) e Chaperone, per il quale è stato realizzato un video.

### Faith(2020-presente)
Agli inizi di maggio 2020 gli Hurts hanno invitato i propri fan a seguirli nel proprio canale Telegram al fine di inviare loro materiale inerente all'album, rivelando l'11 dello stesso mese il primo singolo Voices, quest'ultimo pubblicato quattro giorni più tardi. Il brano è stato accompagnato nello stesso giorno da un lyric video, mentre il 28 maggio è stato reso disponibile un'esibizione dello stesso su IGTV.
Il 24 giugno è stato annunciato l'album, intitolato Faith, e pubblicato il secondo singolo Suffer. Il 16 luglio seguente è stata la volta di Redemption e del relativo video, mentre il 30 di tale mese è invece uscito Somebody, anch'esso accompagnato da un video. Faith è stato pubblicato il 4 settembre ed è stato promosso tre giorni più tardi dal video della quinta traccia All I Have to Give.
Nell'estate 2023 il duo ha ripreso l'attività dal vivo attraverso una serie di concerti aventi luogo unicamente in Europa.

## Formazione
- Theo Hutchcraft – voce
- Adam Anderson – strumentazione

## Discografia
- 2010 – Happiness
- 2013 – Exile
- 2015 – Surrender
- 2017 – Desire
- 2020 – Faith